# Arrondissement Château-Thierry
Château-Thierry is een arrondissement van het Franse departement Aisne in de regio Hauts-de-France. De onderprefectuur is Château-Thierry.

## Kantons
Het arrondissement was tot 2014 samengesteld uit de volgende kantons:
- Kanton Charly-sur-Marne
- Kanton Château-Thierry
- Kanton Condé-en-Brie
- Kanton Fère-en-Tardenois
- Kanton Neuilly-Saint-Front

Na de herindeling van de kantons in 2014 met uitwerking in maart 2015 zijn dat : 
- Kanton Château-Thierry
- Kanton Essômes-sur-Marne
- Kanton Fère-en-Tardenois  (deel 20/78)
- Kanton Villers-Cotterêts  (deel 20/76)

## Demografie
In 1814 telde het arrondissement 56.607 inwoners.
In 2018 telde het arrondissement 71.849 inwoners. 